# Callitriche fassettii
Callitriche fassettii là một loài thực vật có hoa trong họ Mã đề. Loài này được Schotsman mô tả khoa học đầu tiên năm 1966.